# Tongnanlong
Tongnanlong („drak z distriktu Tongnan“) byl rod sauropodního dinosaura z čeledi Mamenchisauridae, žijícího v období pozdní jury (pravděpodobně věk tithon - asi před 149 až 146 miliony let) na území dnešní jižní Číny (oblast Čchung-čching). Odhadovaná délka 25 až 26 metrů činí z tohoto mamenchisaurida jednoho z největších známých zástupců své skupiny, ačkoliv ještě podstatně větším mamenchisauridem byl Mamenchisaurus sinocanadorum.

## Objev
Fosilie tohoto velkého sauropoda byly objeveny v roce 1998 během stavby budov v ulici Dafo. Typový exemplář nese označení TNM 0254 a sestává z několika obratlů, levého skapulokorakoidu (lopatky) a kostí zadních končetin. Fosilie byly objeveny v sedimentech geologického souvrství Suej-ning (angl. Suining; z něho jsou známé již dva další taxony mamenchisauridů, a to rody Mamenchisaurus a Qijianglong). Geologické stáří tohoto souvrství je dnes uváděno na 149,24 až 146,17 milionu let. Rodové jméno tohoto sauropoda odkazuje k místu objevu, druhové je poctou čínskému paleontologu Tung Č’-mingovi (1937-2024), který zemřel necelý rok před publikováním popisné práce.

## Zařazení
Tongnanlong byla zástupcem čeledi Mamenchisauridae a mezi blízké vývojové příbuzné tohoto taxonu patřil například rod Jingiella, dále rody Mamenchisaurus, Chuanjiesaurus a Wamweracaudia. Vzdáleněji přibuzné pak byly například rody Analong nebo Rhomaleopakhus.